# Bresiljesläktet
Bresiljesläktet (Caesalpinia) är ett växtsläkte i familjen ärtväxter med cirka 280 arter som förekommer naturligt tropiska och subtropiska områden. Färgämnen utvinns ur flera arter och några odlas som trädgårdsväxter och parkträd i varma länder. I Sverige kan ett fåtal arter odlas som krukväxter.